# Déborah Révy
Déborah Révy es el nombre de una actriz francesa nacida el 10 de marzo de 1987, en Lyon

## Filmografía
- 2008 : Réminiscence (cortometraje) de Céline Tricart
- 2008 : X femmes episodio 1-05 (TV) de Mélanie Laurent
- 2010 : Daylight (cortometraje) de Shine Shiu
- 2011 : Xanadu (TV) de Podz y Jean-Philippe Amar : Priscille
- 2011 : My Little Princess de Eva Ionesco : Nadia
- 2011 : Q de Laurent Bouhnik : Cécile
- 2012 : Les Saveurs du palais de Christian Vincent
- 2012 : Augustine de Alice Winocour
- 2013 : Les Mauvaises Têtes, telefilme de Pierre Isoard : Marie
- 2013 : La Fille du 14 juillet de Antonin Peretjatko: l'assistante médicale
- 2015 : Love de Gaspar Noé : Paula